# Groen kaardertje
Het groen kaardertje (Nigma walckenaeri) is een spinnensoort uit de familie kaardertjes (Dictynidae). De soortaanduiding walckenaeri komt van de arachnoloog Charles Athanase Walckenaer (1771 - 1852), die veel spinnensoorten heeft beschreven.
Deze kleine spin bereikt een lichaamslengte van ongeveer 3 tot 5 millimeter maar is toch de grootste Europese vertegenwoordiger uit de familie kaardertjes. De kleur is groen, en dient als camouflage op de bladeren waar de spin op leeft. Het mannetje is van het vrouwtje te onderscheiden door een roodbruin kopborststuk. De spin is door de groene kleur met weinig andere soorten te verwarren, de groene krabspin heeft een groenkleurig kopborststuk en poten maar een bruin en lichtomrand achterlijf.
Het groen kaardertje heeft een cribellum, een tot een soort kam omgebouwde spintepel die dient om zeer fijn spinrag te maken. Het groen kaardertje leeft op bladeren en bouwt een schuilplaats aan de bovenzijde van bladeren met omhoog gekrulde randen, die doet denken aan een tent. Ook in tuinen kan de spin worden aangetroffen.

## Afbeeldingen

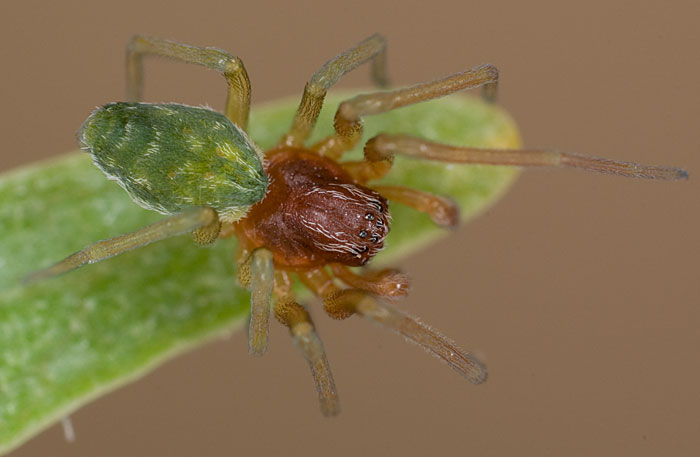
mannetje
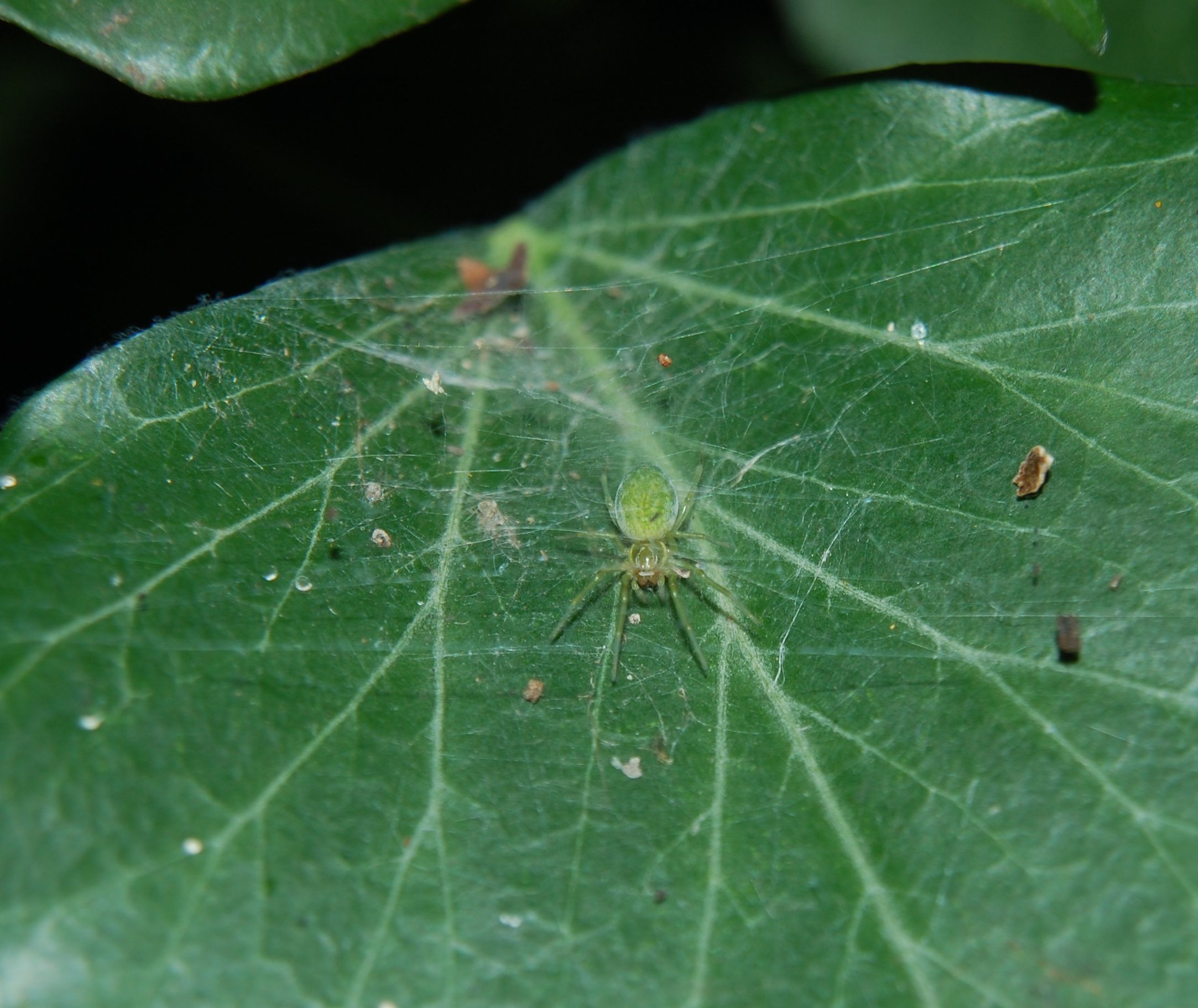
nest
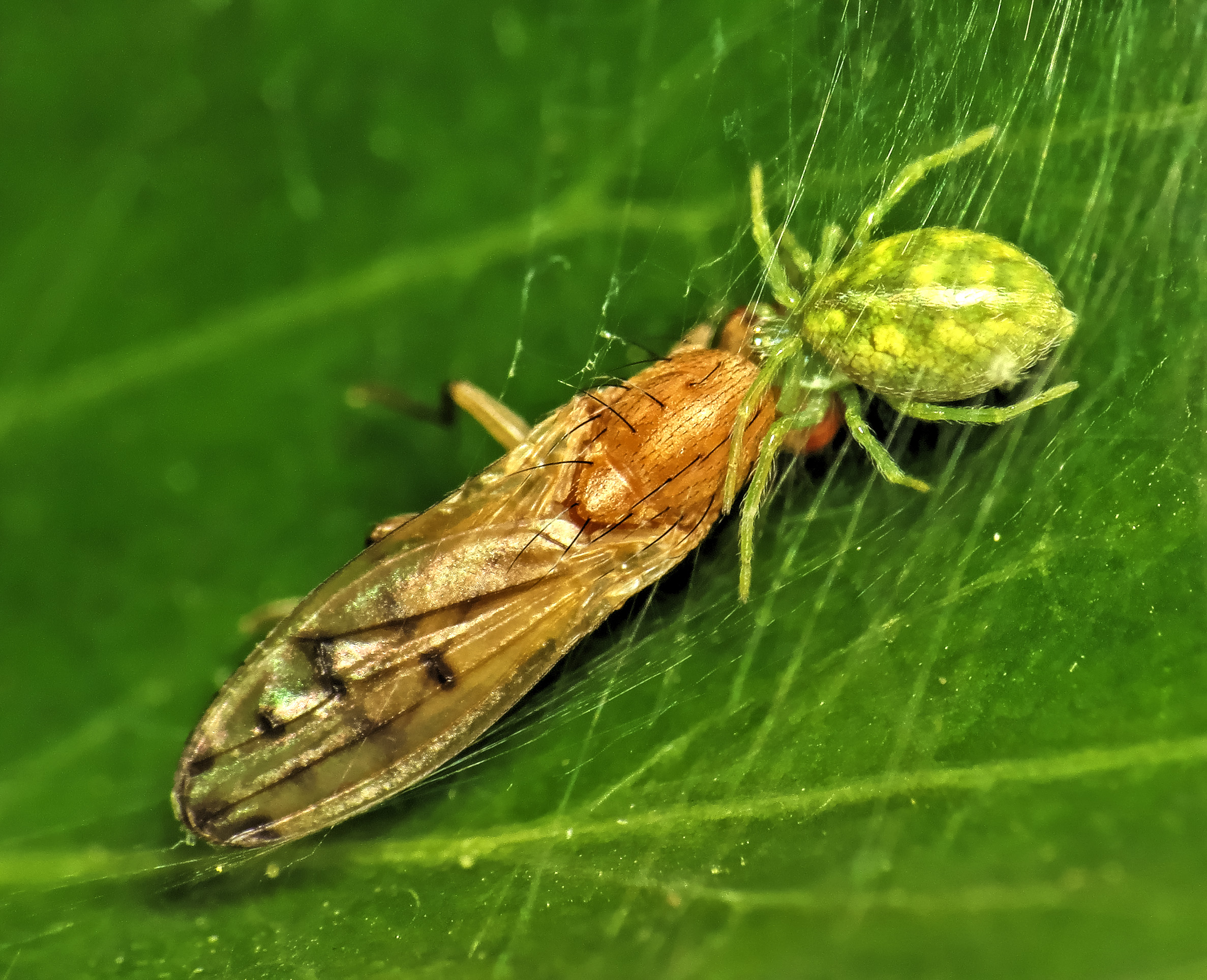
met prooi Opomyza florum
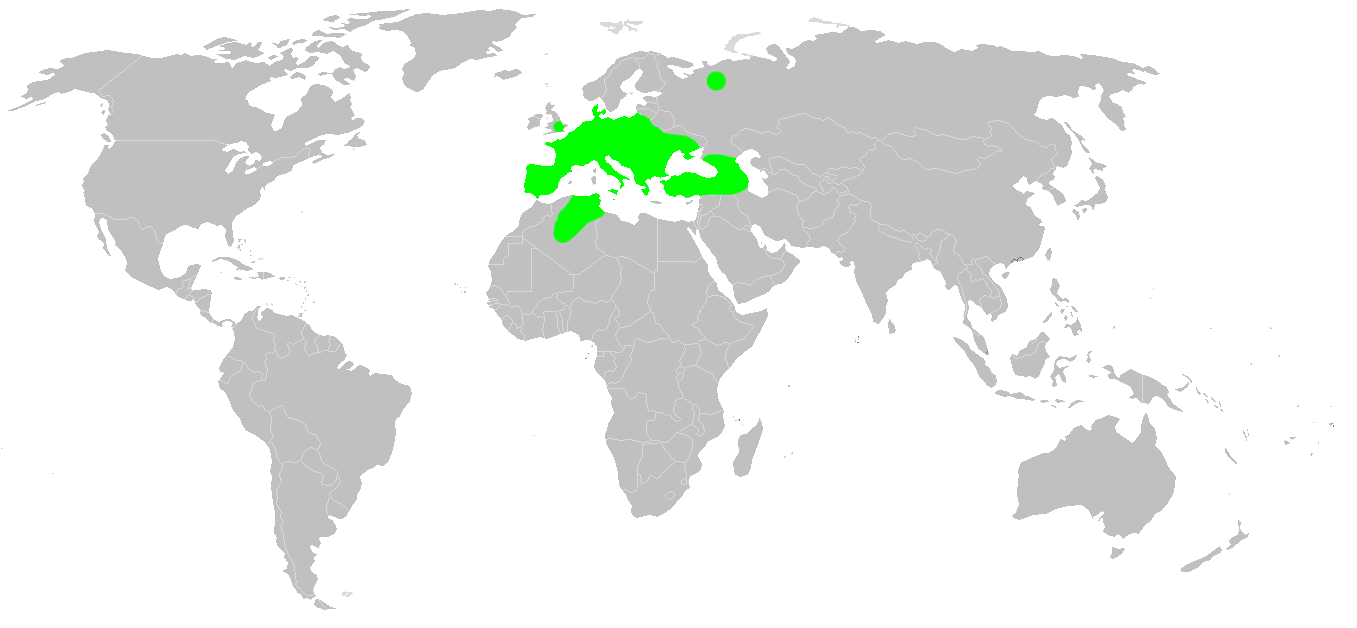
verspreidingskaart